# Mariela Castro

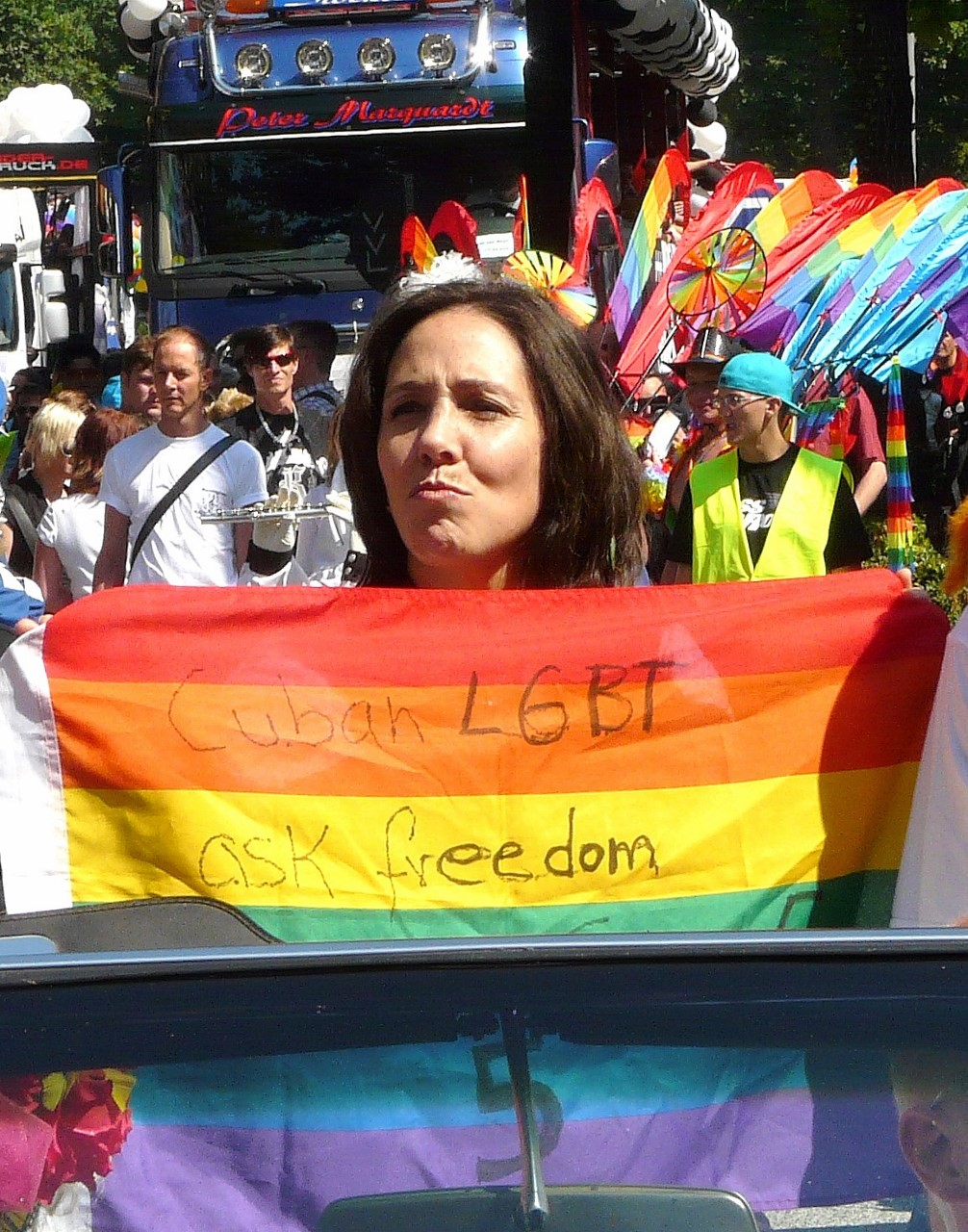
Mariela Castro während des CSD 2010 in Hamburg

Mariela Castro Espín (* 27. Juli 1962 in Havanna) ist eine kubanische Pädagogin. Sie ist Direktorin des Centro Nacional de Educación Sexual (Nationales Zentrum für sexuelle Aufklärung – CENESEX) und Aktivistin für die Rechte Homosexueller und Abgeordnete der Asamblea Nacional del Poder Popular, des kubanischen Parlaments. Sie ist die Tochter des ehemaligen Staats- und Regierungschefs Kubas Raúl Castro und Vilma Espín, der ehemaligen Präsidentin der kubanischen Frauenorganisation Federación de Mujeres Cubanas, sowie Nichte von Ex-Präsident Fidel Castro und Schwester von Alejandro Castro.

## Politische Karriere und Ämter
Im Jahr 1990 übernahm Castro die Leitung des CENESEX als Nachfolgerin seiner deutschen Gründungsdirektorin Monika Krause. Das CENESEX setzt sich für eine effektive Prävention gegen AIDS sowie für die Akzeptanz von Homosexualität, Bisexualität, Transvestitismus und Transgender ein. Im Jahre 2005 rief sie ein Projekt mit dem Ziel ins Leben, dass geschlechtsangleichende Operationen sowie eine rechtliche Änderung des Geschlechts erlaubt werden sollen. Im Juni 2008 beschloss das kubanische Parlament ein entsprechendes Gesetz. Eine Initiative zur rechtlichen Gleichstellung gleichgeschlechtlicher Lebensgemeinschaften war erst im September 2022 im Rahmen einer Volksabstimmung erfolgreich.
Mariela Castro ist außerdem Präsidentin des Multidisziplinären Zentrums für Sexualstudien Kubas, Präsidentin der Nationalen Kommission für die Behandlung von Störungen der geschlechtlichen Identität, Mitglied der Aktionsgruppe zur Vorbeugung, Konfrontierung und Bekämpfung von AIDS, Exekutivmitglied der World Association for Sexual Health und Hochschullehrerin (profesora auxiliar) an der Medizinischen Universität von Havanna. Sie gibt das Journal Sexología y Sociedad (Sexologie und Gesellschaft) heraus und veröffentlichte zahlreiche wissenschaftliche Artikel und Bücher.
Als einziges Mitglied der Familie Castro neben Fidel und Raúl Castro hat sie sich internationalen Medien gegenüber wiederholt auch zu politischen Fragen geäußert und unterstützt ausdrücklich die Reformbemühungen ihres Vaters auf wirtschaftlichem Gebiet. Ebenso wirbt sie für die Stärkung der partizipativen Mechanismen.
Nachdem Der Spiegel im Juli 2010 ein Interview mit ihr abgedruckt hatte, klagte sie gegenüber der Zeitung junge Welt über vermeintliche Manipulationen des Nachrichtenmagazins. Der Spiegel-Redakteur, der das Interview geführt hatte, wies Castros Vorwurf jedoch auf Nachfrage des medienkritischen Bildblog zurück und erklärte, dass der Text gemäß üblicher Praxis des Magazins vor dem Abdruck „Zeile für Zeile“ von Castro autorisiert worden sei.
Castro ist das erste Parlamentsmitglied in der Geschichte der Asamblea Nacional del Poder Popular, das gegen einen Gesetzentwurf stimmte. Sie begründete ihre Nein-Stimme vom Dezember 2013 mit dem Nichtaufführen von HIV-Status und Geschlechtsidentität im mittlerweile in Kraft getretenen Gesetz, das Arbeitgebern bestimmte Diskriminierungen ihrer Mitarbeiter verbietet.

## Privates
Mariela Castro ist in zweiter Ehe mit dem italienischen Fotografen Paolo Titolo verheiratet, mit dem sie zwei Kinder hat. Außerdem hat sie noch eine Tochter aus ihrer ersten Ehe mit dem chilenischen Ex-FPMR-Kämpfer Juan Gutiérrez Fischmann, die 1989 geschieden wurde.